# Şaban Tükenmez
Şaban Tükenmez (* 1. Januar 1997 in Balıkesir) ist ein türkischer Fußballspieler.

## Karriere
Tükenmez spielte für die Nachwuchsabteilung Balıkesirspors und erhielt 2016 hier einen Profivertrag. Bis zum Mai 2017 spielte er ausschließlich weiterhin für die Reservemannschaft und gab in der Zweitligapartie vom 14. Mai 2017 gegen Elazığspor sein Profidebüt.